# Ragazza alla pari
Una ragazza alla pari (dal francese au pair), raramente, ragazzo alla pari, è un assistente domestico proveniente da un paese straniero, tutelato da un contratto stipulato con una famiglia ospitante, in genere tramite agenzie.
Essendo un programma indirizzato per lungo tempo esclusivamente a un pubblico femminile, in Italia è ancora oggi più diffuso il termine ragazza alla pari, mentre la controparte al maschile è assente nel linguaggio colloquiale.
Solitamente i ragazzi alla pari aiutano la famiglia nell’educazione dei bambini, e si occupano inoltre di lavori domestici leggeri. In cambio ricevono vitto, alloggio (live in) e una somma di denaro a cadenza periodica. In Italia, ad esempio, gli au pair ricevono una paghetta mensile di circa 260-300 euro. Gli accordi au pair sono soggetti a restrizioni governative, che stabiliscono, fra le altre cose, l’età minima e massima per partecipare al programma; normalmente partecipano al programma giovani adulti di età compresa tra i 18 e 25 anni, di solito non superano i 30 anni . Alcuni paesi limitano la partecipazione ai programmi au pair solamente a individui di sesso femminile. 
Vi sono numerose differenze fra i programmi au pair che si svolgono in Europa, dove il concetto di au pair è nato, e quelli svolti in Nord America.
In Europa i ragazzi alla pari seguono un orario di lavoro part time, e solitamente passano una parte del tempo a loro disposizione a studiare la lingua del loro paese ospitante. Negli Stati Uniti, invece, vi è la possibilità di assumere un ragazzo alla pari come badante a tempo pieno.
In Europa la professione di Au Pair è regolata dall’Accordo Europeo sul Collocamento Alla Pari, firmato a Strasburgo nel 1969 ed entrato in vigore in Italia nel 1973.

## Come stringere un accordo alla pari
Un ragazzo alla pari e le famiglie interessate ad ospitarlo possono entrare in contatto in vari modi.
Tradizionalmente ad agire da intermediario fra le famiglie interessate a ospitare giovani alla pari e i ragazzi alla pari sono state agenzie alla pari localizzate nello stesso paese della famiglia. 
Queste agenzie, che lavorano in cambio di una commissione, si occupano del processo di scrematura e selezione di eventuali au pair, fino a creare una lista che poi presentano alle possibili famiglie ospitanti, loro clienti principali. Le agenzie tradizionali inoltre offrono assistenza e supporto nello svolgimento delle pratiche burocratiche associate alla permanenza di un au pair.
Recentemente la funzione di mettere in contatto aspiranti ragazzi alla pari con le loro possibili famiglie ospitanti è stata sempre di più prerogativa di siti internet. Questi siti consentono agli au pair e alle famiglie ospitanti di creare profili online, e di cercare nei database messi a disposizione dal sito stesso alla ricerca del loro candidato ideale.
In aggiunta alla funzione di ricerca questi siti forniscono ai loro utenti informazioni riguardo ai requisiti minimi per diventare au pair in certi paesi, e forniscono supporto ai loro utenti registrati. Le funzioni più avanzate, come lo scambio diretto di contatti, sono di solito riservate a membri a pagamento.

## La vita dei ragazzi alla pari
I ragazzi alla pari hanno diritto a vitto, alloggio e a una somma di denaro, versatagli dalla famiglia che li ospita con cadenza o mensile o settimanale. È prassi che i ragazzi alla pari siedano assieme alla famiglia per consumare i pasti, e che sia reso partecipe della maggior parte delle attività che la famiglia svolge nel tempo libero. 
Di solito nella tabella orari dei ragazzi alla pari sono anche conteggiate le ore che dovrebbe passare frequentando un corso di lingua, così da migliorare il suo livello nella lingua del paese ospitante.
Il Consiglio europeo raccomanda che fra i ragazzi alla pari e la famiglia venga stipulato un contratto standard.

## Doveri
Gli Au Pair, solitamente, hanno l'incarico di svolgere compiti di babysitting e lavori domestici leggeri. Non hanno alcuna responsabilità di occuparsi di lavori che non siano collegati alla cura dei bambini di cui si occupano. Alcune famiglie chiedono al proprio ragazzo alla pari di insegnare la propria lingua madre al bambino.
Fra i compiti tipicamente assegnati ad un ragazzo alla pari rientrano:
- Svegliare i bambini
- Accompagnare i bambini a scuola
- Aiutare con i compiti
- Giocare con i bambini
- Accompagnare i bambini al parco, al campo giochi o ad altre attività all'aria aperta
- Cucinare per i bambini e pulire dopo i loro pasti
- Occuparsi del bucato dei bambini e stirare i loro vestiti
- Aiutare i bambini a rifare il letto
- Riordinare i giocattoli dei bambini
- Pulire il bagno dei bambini
- Pulire la stanza dei bambini

Un ragazzo alla pari non deve:
- Occuparsi dell'intera casa
- Preparare i pasti per i genitori
- Rifare il letto ai genitori e pulire i loro bagni
- Pulire il pavimento
- Pulire le finestre
- Occuparsi degli animali domestici
- Fare giardinaggio
- Prendersi cura di bambini che non appartengano alla famiglia che lo ospita

## Ragazze alla pari famose
- Elin Nordegren, modella ed ex moglie di Tiger Woods
- Eva Joly, magistrato francese di origine norvegese e politico
- Valérie Pécresse, politica francese
- Marion Ross, attrice americana
- Ségolène Royal, politico francese
- Jennifer Saunders, comica, sceneggiatrice, cantante e autrice inglese
- Annie M. G. Schmidt, scrittrice olandese
- Elke Sommer, attrice tedesca
- Kristin Scott Thomas, attrice inglese